# Altuzarra
Pour le joueur français de football, voir André Altuzarra.
Altuzarra est une marque de prêt-à-porter new yorkaise fondée en 2008 par le styliste franco-américain Joseph Altuzarra (en). Kering en possède une part minoritaire depuis mi-2013,.
En 2013, Altuzarra remporte le Woolmark Fashion Prize.